# Jean Parker
Pour les articles homonymes, voir Parker.
Jean Parker est une actrice américaine, née Lois Mae Green le 11 août 1915 à Deer Lodge (Montana) et morte le 30 novembre 2005 à Woodland Hills (quartier de Los Angeles, Californie).

## Biographie
Au cinéma, elle participe à 71 films (américains, sauf un) entre 1932 et 1965, aux côtés notamment de Laurel et Hardy, Katharine Hepburn, Robert Donat (dans un film britannique, Fantôme à vendre), Gregory Peck. À la télévision, elle apparaît dans quelques séries entre 1951 et 1957, année où elle se retire quasi-définitivement (si l'on excepte un dernier film en 1965).
Au théâtre, elle se produit à Broadway dans trois pièces, de 1946 à 1949.
Elle décède le 30 novembre 2005 à Woodland Hills et est inhumée au Forest Lawn Memorial Park de Hollywood Hills à Los Angeles.
Une étoile lui est dédiée sur le Walk of Fame d'Hollywood Boulevard.

## Filmographie partielle
Au cinéma

### Années 1930
- 1932 : Grand Cœur (Divorce in the Family) de Charles Reisner : Lucile
- 1932 : Raspoutine et l'Impératrice (Rasputin and the Empress) de Richard Boleslawski (non créditée) : Princesse Maria
- 1933 : Le Secret de Madame Blanche (The secret of Madame Blanche) de Charles Brabin : Eloise Duval
- 1933 : Gabriel au-dessus de la Maison-Blanche (Gabriel over the White House) de Gregory La Cava : Alice Bronson
- 1933 : Virginité (What Price Innocence?) : Ruth Haeper
- 1933 : Grande Dame d'un jour (Lady for a Day) de Frank Capra : Louise
- 1933 : Rhapsodie amoureuse  (Storm at Daybreak) de Richard Boleslawski : Danitza
- 1933 : Les Quatre Filles du docteur March (Little Women) de George Cukor : Elizabeth "Beth" March
- 1933 : Made on Broadway de Harry Beaumont : Adele Manners
- 1934 : Deux tout seuls (Two Alone) d'Elliott Nugent : Mazy
- 1934 : Sequoia d'Edwin L. Marin et Chester M. Franklin : Toni Martin
- 1934 : Mystères de Londres (Limehouse Blues) d'Alexander Hall : Toni
- 1934 : Cœur de tzigane (Caravan) d'Erik Charell : Timka
- 1934 : Louisiane (Lazy River) de George B. Seitz : Sarah Lescalle
- 1934 : L'Agent n° 13 (Operator 13), de Richard Boleslawski : Eleanor Shackleford
- 1934 : Une méchante femme (A Wicked Woman) de Charles Brabin : Rosanne
- 1934 : You Can't Buy Everything de Charles Reisner
- 1934 : Miracle d'amour (Have a Heart) de David Butler : Sally Moore
- 1935 : Fantôme à vendre (The Ghost goes West) de René Clair : Peggy Martin
- 1935 : Meurtre dans la marine (Murder in the Fleet) d'Edward Sedgwick : Betty Lansing
- 1935 : Princess O'Hara de David Burton : Princess O'Hara
- 1936 : Surprise à Hollywood (The Farmer in the Dell) de Ben Holmes : Adie Boye
- 1936 : La Légion des damnés (The Texas Rangers) de King Vidor : Amanda Bailey
- 1937 : The Barrier de Lesley Selander : Necia Gale
- 1937 : Life Begins with Love de Ray McCarey : Carole Martin
- 1938 : Prison centrale (Penitentiary) de John Brahm : Elizabeth Mathews
- 1938 : La Fille adoptive (Romance of the Limberlost) de William Nigh : Laurie
- 1938 : The Arkansas Traveler d'Alfred Santell : Judy Allen
- 1939 : La Tragédie de la forêt rouge (Romance of the Redwoods) de Charles Vidor : June Martin
- 1939 : Deux bons copains (Zenobia) de Gordon Douglas : Mary Tibbett
- 1939 : Mademoiselle et son flic (She Married a Cop) de Sidney Salkow : Linda Fay
- 1939 : Flight at Midnight de Sidney Salkow : Maxine Scott
- 1939 : Parents on Trial de Sam Nelson : Susan Wesley
- 1939 : Laurel et Hardy conscrits (The Flying Deuces) d'A. Edward Sutherland : Georgette

### Années 1940
- 1940 : Son of the Navy de William Nigh : Stevie Moore
- 1940 : Les Pirates de la prairie (Knights of the Range) de Lesley Selander : Holly Ripple
- 1940 : Au-delà de demain (Beyond Tomorrow) de A. Edward Sutherland : Jean Lawrence
- 1940 : Young America Flies de B. Reeves Eason : Jane
- 1941 : Roar of the Press de Phil Rosen : Alice Williams
- 1941 : Les Pilotes de la mort (Power Dive) de James Patrick Hogan : Carol Blake
- 1941 : Espions volants (Flying Blind) de Frank McDonald : Shirley Brooks
- 1941 : Le Tombeur de Pittsburgh (The Pittsburgh Kid) de Jack Townley : Patricia Mallory
- 1941 : L'Horloge sans aiguilles (No Hands on the Clock) de Frank McDonald : Louise Campbell
- 1942 : Torpedo Boat de John Rawlins : Grace Holman
- 1942 : Le Démon de l'or (The Girl from Alaska) de Nick Grinde et William Witney : Mary 'Pete' McCoy
- 1942 : Hello, Annapolis de Lew Landers : Doris Henley
- 1942 : Danger de mort (I Live on Danger) de Sam White : Susan Richards
- 1942 : Bonjour voisin ! (Hi, Neighbor) de Charles Lamont : Dorothy Greenfield
- 1942 : Demain nous vivrons (Tomorrow We Live) d'Edgar G. Ulmer : Julie Bronson
- 1942 : L’Équipe aux nerfs d'acier (Wrecking Crew) de Frank McDonald : Peggy Starr
- 1942 : The Traitor Within de Frank McDonald : Molly Betts
- 1943 : High Explosive de Frank McDonald : Connie Baker
- 1943 : Alaska Highway de Frank McDonald : Ann Coswell
- 1943 : Minesweeper de William Berke : Mary Smith
- 1943 : The Deerslayer (en) de Lew Landers : Judith Hutter
- 1944 : The Navy Way de William Berke : Ellen Sayre
- 1944 : Exécutée à l'aube (Lady in the Death House) de Steve Sekely : Mary Kirk Logan
- 1944 : Kitty détective (Detective Kitty O'Day) de William Beaudine : Kitty O'Day
- 1944 : Oh, What a Night de William Beaudine : Valerie
- 1944 : One Body Too Many de Frank McDonald : Carol Dunlap
- 1944 : Les Yeux d'un mort (Dead Man's Eyes) de Reginald Le Borg : Heather Hayden
- 1944 : Barbe-Bleue (Bluebeard) d'Edgar G. Ulmer : Lucille Lutien
- 1945 : Adventures of Kitty O'Day de William Beaudine : Kitty O'Day
- 1946 : Cœur de gosses (Rolling Home) de William Berke : Frances Crawford

### Années 1950
- 1950 : La Cible humaine (The Gunfighter) d'Henry King : Molly
- 1952 : Le Shérif de Tombstone (Toughest Man in Arizona) de R. G. Springsteen : Della
- 1953 : Les Belles Rouquines (Those Redheads from Seattle) de Lewis R. Foster : Liz
- 1954 : Mardi, ça saignera (Black Tuesday) d'Hugo Fregonese : Hattie Combest
- 1955 : Ville sans loi (A Lawless Street) de Joseph H. Lewis : Cora Dean
- 1957 : Le Retour de Billy le Kid (The Parson and the Outlaw) d'Oliver Drake : Mme Sarah Jones
- 1965 : Sur la piste des Apaches (Apache Uprising) de R. G. Springsteen : Mme Hawks

## Théâtre
Pièces jouées à Broadway
- 1946 : Loco de Dale Eunson et Katherine Albert, avec Elaine Stritch, Morgan Wallace
- 1946-1948 : Burlesque de George Manker Watters et Arthur Hopkins, avec Bert Lahr
- 1948-1949 : Born Yesterday de (et mise en scène par) Garson Kanin, avec Paul Douglas, Jean Parker en remplacement de Judy Holliday